# ジェロニモ

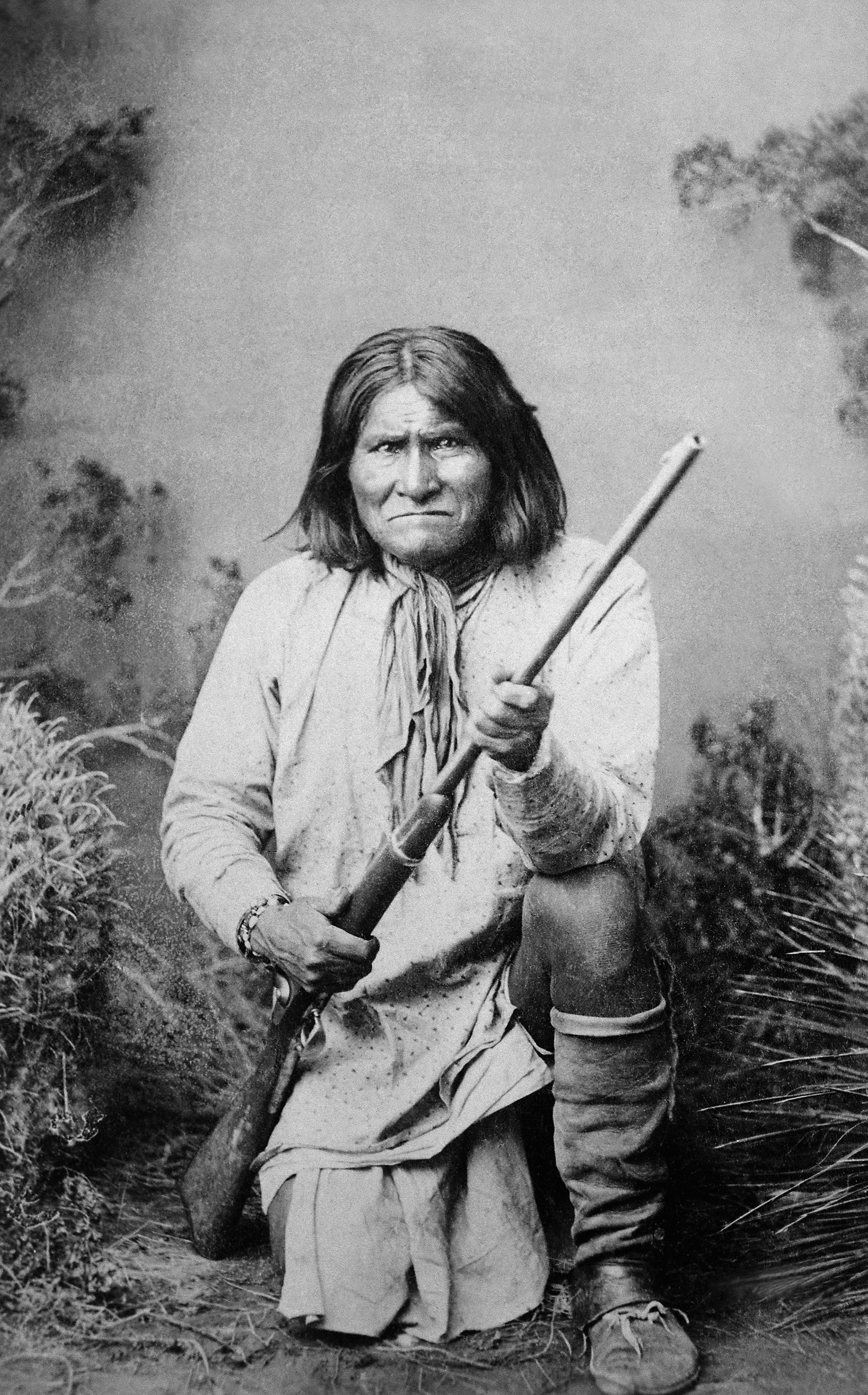
1886年の降伏後に撮影された写真。身長は約1m70cm程の中背。身体に8か所の戦傷を持ち、この傷の影響で口の右側がたるみ、常に冷笑しているような表情になった。

ジェロニモ（Geronimo, 1829年6月16日 - 1909年2月17日）は、ネイティブ・アメリカン、アパッチ族のシャーマン、対白人抵抗戦である「アパッチ戦争」に身を投じた戦士。本名はゴヤスレイ（Goyathlay）。なお、部族の酋長と誤解されている例も多いが、実際は酋長ではなく部族の「指導者」でもない。
家族がメキシコ軍に虐殺されたのを機に、アパッチ族の戦士たちとともに対白人のゲリラ戦に従事した。ちなみに戦士集団だったアパッチ族には「酋長に戦士が服従する」という義務も風習もない。戦士は結束はしてもすべて個人行動で動くものであって、戦士たちはジェロニモ個人を慕って抵抗戦をともにしたのである。また、ジェロニモは軍事的な指導をしたこともない。

## ジェロニモの名
ジェロニモとは、スペイン語を母語とするメキシコ人のつけたあだ名「ヘロニモ」の英語読みで、英語では「ジェローム」に相当する名前である。アパッチ語の本名は、「あくびをする人（眠たがり）」を意味するゴヤスレイ（Goyathlay、文献によってはゴクレイエ、ゴヤクラなど）である。
アパッチ族などネイティブ・アメリカンには、他人が実名を呼ぶことを避ける習慣があり、家族以外に決して教えない「神聖な名前」を持っており、ジェロニモの場合も当然、これは部族外には伝わっていない。また、ネイティブ・アメリカンは伝統的に生涯に何度も名を変える風習があるので、「ジェロニモ」も、彼の本名の一つと言える。

## 人物・来歴

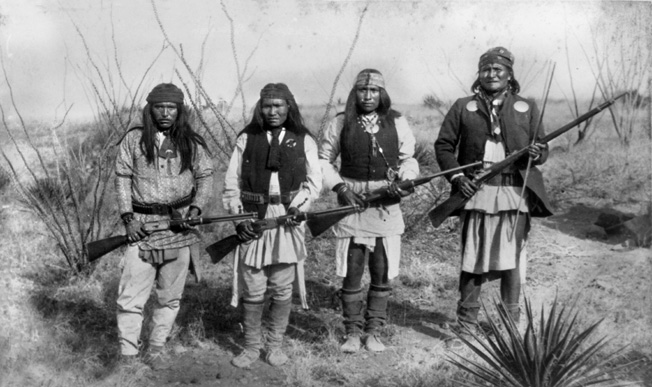
1886年、アパッチ戦士とともに立つジェロニモ（右端）

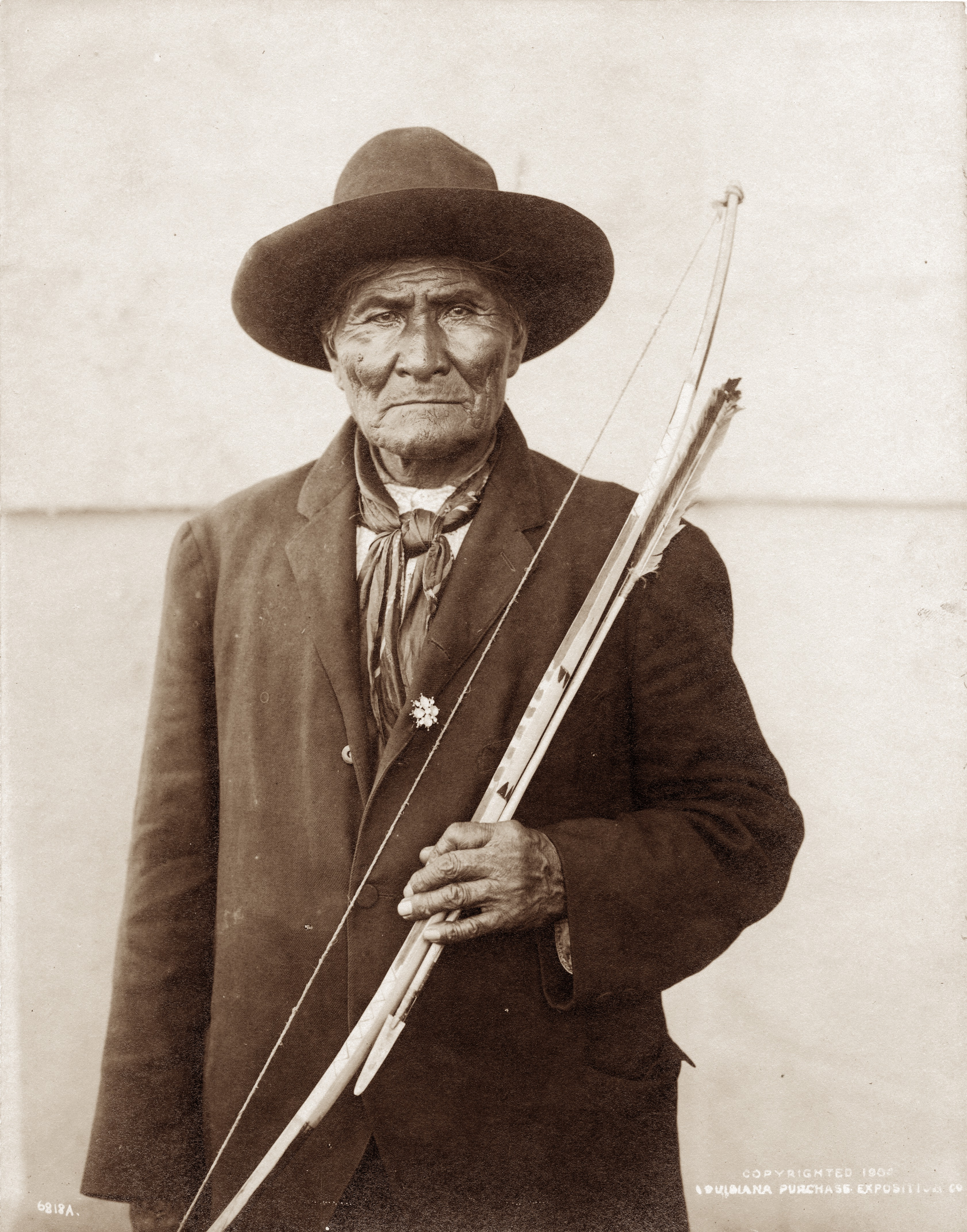
1904年。セントルイス万国博覧会にて

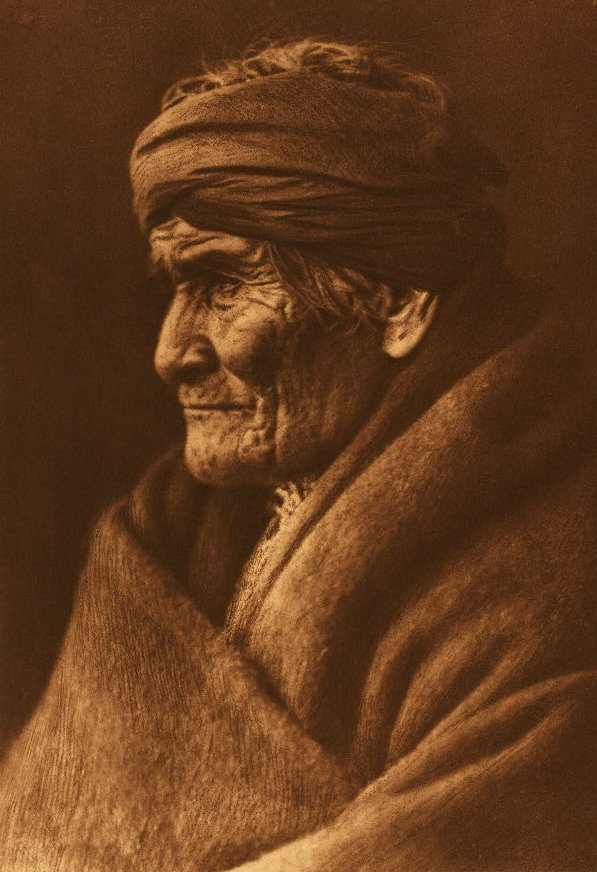
1905年の写真。エドワード・S・カーティス撮影

ネドニ・アパッチ族のベドンコヘ・バンドの酋長を祖父に持つ。祖父はネドニ族から離れ、ミンブレス・アパッチ族の女と結婚したため、ジェロニモはネドニ族の酋長相続権を失った。
ネイティブ・アメリカン社会のチーフ（酋長）とは、交渉の矢面に立つ「調停者」のことであって、「指導者」や「首長」ではない。合議制社会であるネイティブ・アメリカン部族は首長制ではなく、アフリカの部族に見られるような「部族長」は存在しない。
マンガス・コロラダス酋長の属する「ミンブレス・アパッチ族」で、ジェロニモは山岳戦士としての訓練を積んだ。不眠に耐える訓練、水を口に含んだまま、これを一度も吐き出さずに往復6キロを超える山岳地帯を走る訓練、弓矢や投石機の扱いの習得などを経て、メキシコに遠征しては部族の生業である略奪に励んだ。アパッチ族にとって、策略は勇気に勝るとされ、夜陰に乗じて牧場から牛や馬を攫うという手法は部族の美徳とされていた。
1848年、17歳でジェロニモはアロペと結婚する。のちに彼女との間に3人（4人ともされる）の子供を授かる。
1858年、チワワ州が略奪部族ミンブレス・アパッチ族に対して「和平協定」を申し出た。その内容は「年4回、軍駐屯地において、毛布、布地、トウモロコシの粉、メスカル（アパッチ族の大好物である）を支給する」というものであった。
これに先駆けてメキシコは1837年から、アパッチ族の頭の皮一枚に対し、男で100ペソ、女なら50ペソ、子供なら25ペソの賞金を懸けていた。このため、アパッチ族はこの申し出を疑ったが、マンガス・コロラダスたちは合議の結果、一隊の派遣を決め、運搬手伝いに女子供も同行することとなった。ジェロニモは妻のアロペ、老母、幼い子供たちの家族総出でこれに加わった。しかしメキシコ側では、ソノラの軍政長官ホセ・マリア・カラスコ将軍がこれを好機とアパッチの皆殺しを図っていた。
メキシコ北部のヤーノス村に到着したジェロニモらは、用心深く郊外に野営し、町へ向かったが、そこで大歓待を受けた。すっかり油断した彼らを、カラスコの軍が襲ったのは三日後だった。カラスコは野営を完全包囲した後、これを皆殺しにした。カラスコはのちに、「わが軍は130人のインディアンを殺し、婦女子90人を捕虜にした。チワワ州のメディナ大佐はこれに怒って政府に告訴したが、しばらく待たされた後、この軍事行動は是認された」と語っている。
こうして家族すべてをメキシコ人に殺されたジェロニモは、遺品をすべて野辺送りにして焼いた。温厚だった彼の性格は暗く怒りっぽく変わり、メキシコ人への終生の復讐を誓う獰猛な戦士と変貌した。マンガス・コロラダスたちが復讐戦を決定すると、ジェロニモはアパッチの各支族から戦士を募る役目を引き受け、彼はチリカワ・アパッチ族のコチーズ酋長の元を訪ねた。このとき、チリカワ族に対して以下のように演説を行ったと、のちにジェロニモは述べている。
「同胞諸君、メキシコ人の不当な行為に関しては既にお聞き及びのことと思う。我々もメキシコ人も同じ人間のはずだ。だから今度は、彼らがしたことを我々がやり返してもいいはずだ。さあ行こう、奴らの住処を襲うのだ。来てもらえるだろうか？　よろしい、さあ、どうかみんな参加してもらいたい」
ジェロニモは次にシェラマドレ山脈の、かつての母族ネドニ・アパッチ族のジュー酋長を訪ね、メキシコ襲撃の賛同を得た。アパッチ連合軍は、まずソノラ州の富裕な町アリズペを標的と決めた。襲撃は「ヤーノスの虐殺」の翌年に行われた。
アパッチ族は白旗を持って出迎えた騎兵8人を殺し、メキシコがアパッチにかけた懸賞のお返しに、彼らの頭の皮を剥いだ。こうしてのちのち長きに亘るアパッチとメキシコの戦争が、このとき始まった。ジェロニモは銃弾の雨の中をものともせずにナイフを片手に戦場で暴れ狂い、その様を見て畏敬に駆られた一人のメキシコ人が、守護聖人の「ジェロニモ！」の名を叫んだ。これに呼応して、人々が口々に「ジェロニモ！」と叫んだ。こうして、この日このときを境に、彼の名は「ジェロニモ」となった。
この戦の後、ジェロニモはチリカワ・アパッチ族の女を妻に迎え、コチーズ酋長の計らいで、チリカワの戦士となった。その妻は生涯のうちでチーハシュキシュ、ナナサスティス、ジヤー、シェガ、シュツハシェ、イーテッダ、タアイズスラス、アズールと数人におよび、それぞれに子供をもうけている。

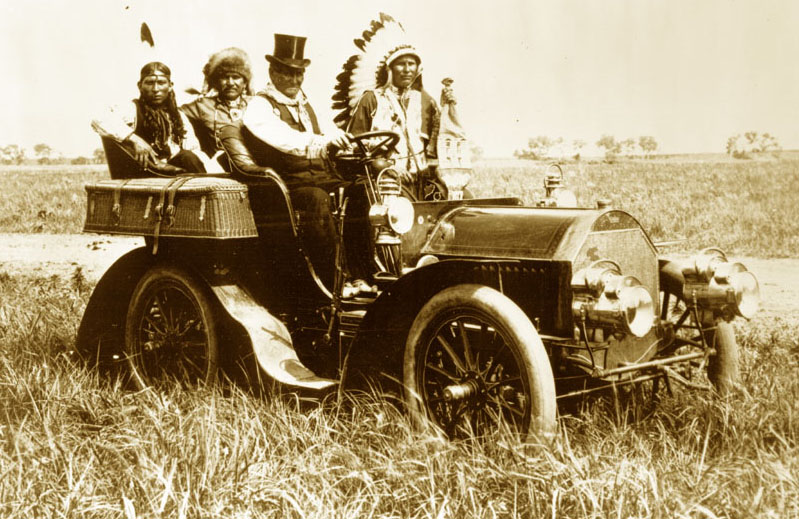
自動車に乗るジェロニモ

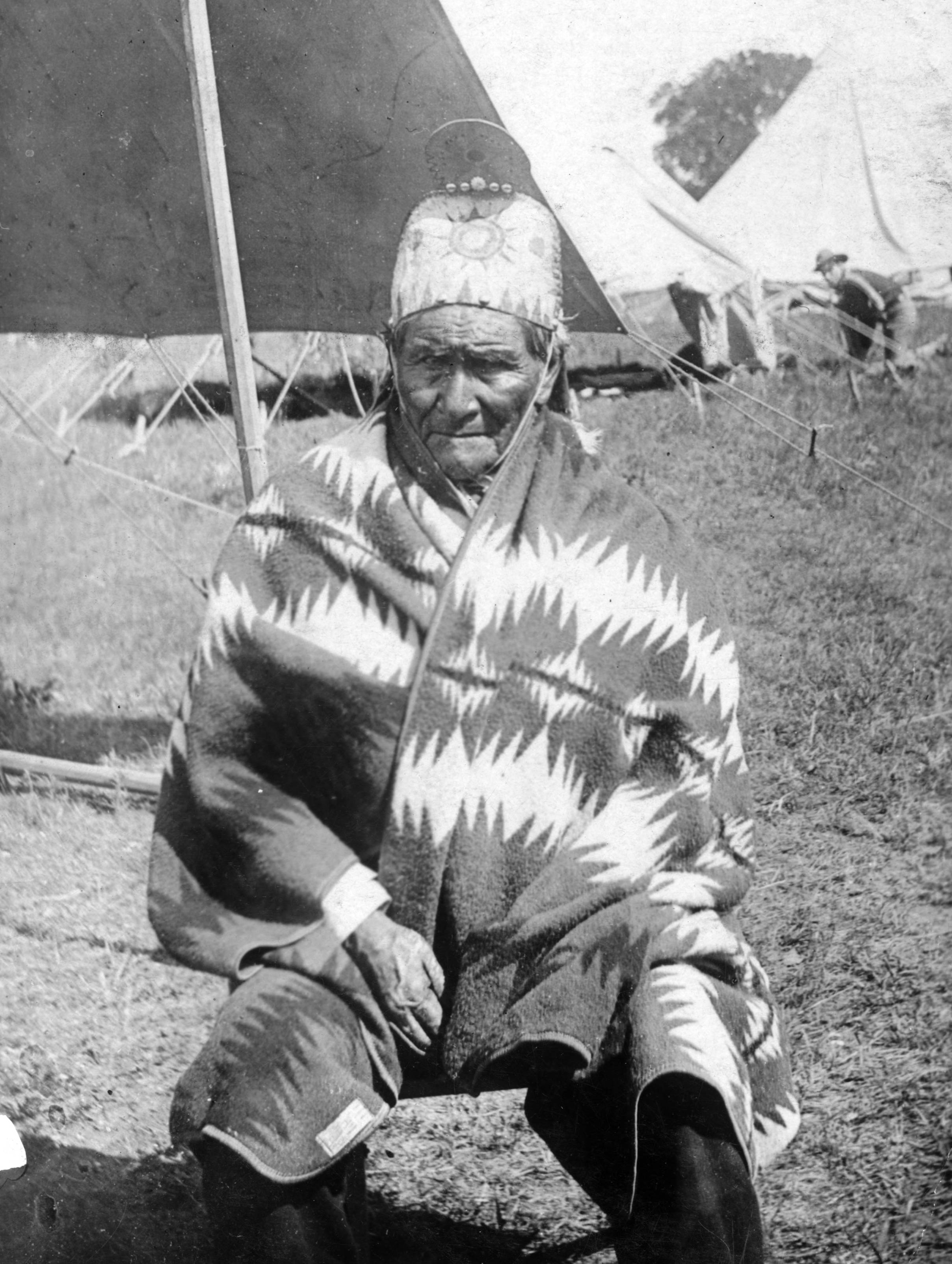
晩年は米軍の虜囚として過ごした（1909年）

メキシコとアメリカ双方は、アパッチの略奪に頭を悩ませ、何度も遠征をおこない掃討戦を試みた。しかし山岳ゲリラとも言うべき彼らの戦いは変幻自在で西部大平原のスー族と並んで、アパッチ族は最後までアメリカ合衆国に抵抗したネイティブ・アメリカンとなった。数々の戦いの中に、ジェロニモの姿があった。彼は雄弁に白人への抵抗を呼びかけ、白人と戦い続けた。ジェロニモの抵抗戦は、情報操作されて東部白人社会に大げさに伝えられた。数人殺された白人の数は、数十人、数百人となって報じられたのである。

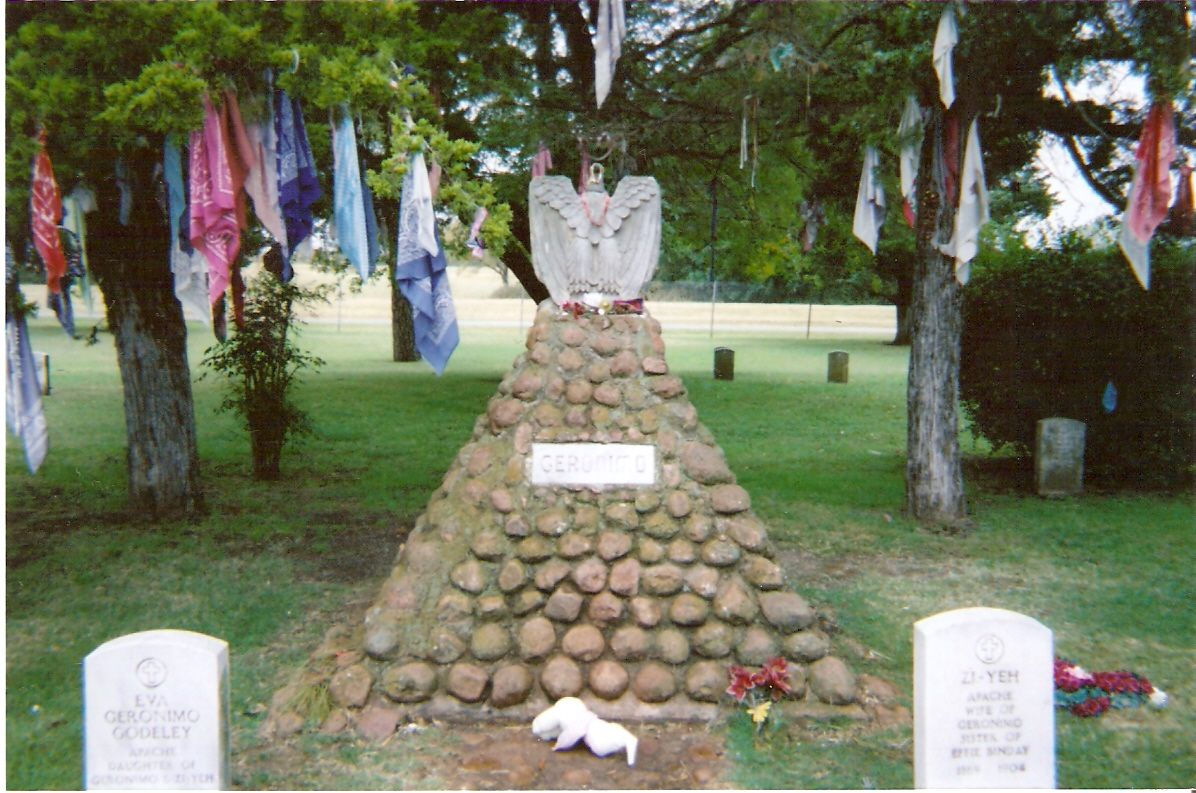
オクラホマ州のジェロニモの墓

1886年に投降して以後、ジェロニモは生涯米軍の虜囚として扱われた。その間、1904年のセントルイス万国博覧会などで人間動物園として展示されるなどした。生まれ故郷のメキシコ国境へ帰りたいというジェロニモの願いは叶えられず、オクラホマのシル砦でその一生を閉じた。ジェロニモの墓はシル砦にある。

## ジェロニモを主題とした作品
小説
- ジェロニモ - フォレスト・カーター著。
- 日本アパッチ族 - 小松左京の処女SF長編。作中のアパッチ族（日本のくず鉄泥棒）の大酋長は二毛次郎（にげじろう）だが、外国の記者が毛を「もう」と読み誤った結果、ジロウ・ニモウと報道される。

映画
- ジェロニモ - プレストン・フォスター主演の1939年の映画。『ベンガルの槍騎兵』（1935年）のリメイク。
- ジェロニモ - 原題「I Killed Geronimo」。ジェームズ・エリソン主演の1950年の映画。チーフ・サンダー・クラウドがジェロニモを演じた。
- 酋長ジェロニモ - チャック・コナーズ主演の1961年の映画。邦題には「酋長」とあるが、ジェロニモは酋長ではない。
- ジェロニモ - ジェロニモの半生を描いた1993年の映画。ウォルター・ヒル監督、ウェス・ステュディがジェロニモを演じた。

テレビドラマ
- 必殺仕事人意外伝 主水、第七騎兵隊と闘う 大利根ウエスタン月夜 - ジェロニモが物語のキーマンとして登場。なおここではジェロニモは幕末にアメリカへタイムスリップした日本人という設定で、次郎衛門が訛ってジェロニモになったとしている。

音楽
- GERONIMO - 日本のロックバンドGASTUNKが1986年に発表した楽曲。

## 備考
- 「ジェロニモ」は第2次大戦以後、アメリカ軍兵士が空挺降下をする際に発するかけ声として使われている。映画『ガンヘッド』では主人公が彼の名を叫んで気合を入れるシーンがあり、また『007 カジノロワイヤル』や『ホット・ショット2』では、これがギャグにされている。

## 日本語文献
- 大酋長ジェロニモ 佐野美津男 金の星社,1959
- ジェロニモ追跡 菊池東太 草思社,1987.3.
- ジェロニモ ロバート・J.コンリー 石田享訳.1994.5.竹書房文庫(小説)
- ジェロニモ フォレスト・カーター 和田穹男訳.めるくまーる,1996.1.